# Correferência
Em lingüística, uma correferência'  é quando duas ou mais expressões de um texto se referem à mesma  coisa. Por exemplo, na frase "Guilherme é um bom candidato por que ele tem boas propostas o substantivo próprio Guilherme e o pronome ele referem - se à mesma pessoa (Guilherme). 
A correferência é o conceito principal do fenômeno da teoria da ligação. A teoria da ligação explora a relação sintática que existe entre expressões em frases e textos. Quando duas expressões são co-referenciais, uma geralmente é uma forma completa e a outra é uma forma abreviada. 

## Tipos
Ao explorar correferência, existem inúmeras distinções que podem ser feitasː anáfora, cataphora, antecedentes partidos, sintagmas nominais correferentes, etc.  Ao lidar com proformas, como pronomes, distingue-se entre anáfora e catáfora. Quando a pró-forma segue a expressão a que se refere, ocorre uma anáfora , e quando ela precede a expressão a que se refere, ocorre uma catáfora está presente. Essas noções são ilustradas a seguir:
- Anáfora

- - A músicai  era tão alta que não dava para apreciá-lai .

- A anáfora segue-se a expressão a que se refere (seu antecedente).
- - . b. Nossos vizinhos i não gostam de música. Se eles i ficarem com raiva, os policiais vão aparecer em breve.

- Catáfora

b. Apesar de suai dificuldade inicial ,  a Wilma i entendeu tudo. - A catáfora sua antecede a expressão a que se refere
- Antecedentes partidos

A Carol i convidou o Bob i para afesta. Eles eu chegaram juntos. - A anáfora eles tem um antecedente partido, referindo-se tanto a Carol e Bob.
- Sintagmas nominais correferentes

O líder do projeto i se recusa a ajudar. O falastrão i só pensa em si mesmo. - Expressões nominais correferentes, em que o segundo sintagma nominal é uma predicação sobre o primeiro.

## Resolução de correferência
Em linguística computacional, a resolução de correferência é um problema bem estudado no discurso . Para derivar a interpretação correta de um texto, ou mesmo para estimar a importância relativa dos vários assuntos mencionados, os pronomes devem estar ligados aos indivíduos certos. 
Os algoritmos destinados a resolver correferências comumente procuram primeiro o indivíduo precedente mais próximo que seja compatível com a expressão de referência. Por exemplo, ela pode anexar a uma expressão anterior, como a mulher ou Ana, mas não a Guilherme. 
Abordagens para resolução de correferência podem ser amplamente separadas em par de menção, classificação de menção ou algoritmos baseados em entidade. 
Os algoritmos de par de menções (mention pair) envolvem decisões binárias se um par  menções fornecidas referem-se à mesma entidade. As restrições de toda a entidade, como gênero, não são consideradas, o que leva à propagação de erros . Por exemplo, os pronomes ele ou ela podem ter uma alta probabilidade de co-referência com estudante, mas não podem ser correferentes um com o outro. Os algoritmos de classificação de menções expandem essa ideia, mas, em vez disso, estipulam que uma menção só pode ser correlacionada com apenas uma menção anterior. Como resultado, cada menção anterior deve receber uma pontuação e a menção de maior pontuação (ou nenhuma menção) é vinculada. Finalmente, nos métodos baseados em entidades, as menções são vinculadas com base nas informações de toda a cadeia de correferência, em vez de menções individuais. A representação de uma cadeia de largura variável é mais complexa e computacionalmente cara do que os métodos baseados em menção, o que faz com que esses algoritmos sejam baseados principalmente em arquiteturas de rede neural.